# Thereva insularis
Thereva insularis är en tvåvingeart som beskrevs av Becker 1922. Thereva insularis ingår i släktet Thereva och familjen stilettflugor. Inga underarter finns listade i Catalogue of Life.